# ARFU Asian Rugby Championship 1992
Die ARFU Asian Rugby Championship 1992 war ein Wettbewerb für asiatische Nationalmannschaften in der Sportart Rugby Union. Es handelte sich um die 13. Ausgabe der vom Verband Asian Rugby Football Union (ARFU) organisierten Rugby-Union-Asienmeisterschaft. Beteiligt waren acht Mannschaften, die vom 20. bis 26. September an einem Turnier in Seoul in zwei Gruppen gegeneinander antraten. Nach dem Finale stand Japan zum neunten Mal als Asienmeister fest.

## Vorrunde

### Gruppe A
|    | Land      | Spiele | Siege | Unent. | Ndlg. | Spiel- punkte | Diff. | Tabellen- punkte |
| -- | --------- | ------ | ----- | ------ | ----- | ------------- | ----- | ---------------- |
| 1. | Japan     | 3      | 3     | 0      | 0     | 225:12        | + 213 | 6                |
| 2. | Taiwan    | 3      | 2     | 0      | 1     | 97:35         | + 62  | 4                |
| 3. | Sri Lanka | 3      | 2     | 0      | 1     | 27:124        | − 97  | 2                |
| 4. | Singapur  | 3      | 2     | 0      | 1     | 13:191        | − 178 | 0                |

| 20. September 1992 | Japan | 120 : 3 | Singapur | Dongdaemun-Stadion, Seoul |
| 20. September 1992 |       |         |          | Dongdaemun-Stadion, Seoul |

| 20. September 1992 | Taiwan | 35 : 9 | Sri Lanka | Dongdaemun-Stadion, Seoul |
| 20. September 1992 |        |        |           | Dongdaemun-Stadion, Seoul |

| 22. September 1992 | Japan | 89 : 3 | Sri Lanka | Dongdaemun-Stadion, Seoul |
| 22. September 1992 |       |        |           | Dongdaemun-Stadion, Seoul |

| 22. September 1992 | Taiwan | 56 : 10 | Singapur | Dongdaemun-Stadion, Seoul |
| 22. September 1992 |        |         |          | Dongdaemun-Stadion, Seoul |

| 24. September 1992 | Japan | 16 : 6 | Taiwan | Dongdaemun-Stadion, Seoul |
| 24. September 1992 |       |        |        | Dongdaemun-Stadion, Seoul |

| 24. Oktober 1990 | Sri Lanka | 15 : 0 | Singapur | Dongdaemun-Stadion, Seoul |
| 24. Oktober 1990 |           |        |          | Dongdaemun-Stadion, Seoul |

### Gruppe B
|    | Land     | Spiele | Siege | Unent. | Ndlg. | Spiel- punkte | Diff. | Tabellen- punkte |
| -- | -------- | ------ | ----- | ------ | ----- | ------------- | ----- | ---------------- |
| 1. | Hongkong | 3      | 3     | 0      | 0     | 147:29        | + 118 | 6                |
| 2. | Südkorea | 3      | 2     | 0      | 1     | 245:32        | + 213 | 4                |
| 3. | Thailand | 3      | 1     | 0      | 2     | 75:154        | − 79  | 2                |
| 4. | Malaysia | 3      | 0     | 0      | 3     | 12:264        | − 252 | 0                |

| 20. September 1992 | Hongkong | 51 : 13 | Thailand | Dongdaemun-Stadion, Seoul |
| 20. September 1992 |          |         |          | Dongdaemun-Stadion, Seoul |

| 20. September 1992 | Südkorea | 135 : 3 | Malaysia | Dongdaemun-Stadion, Seoul |
| 20. September 1992 |          |         |          | Dongdaemun-Stadion, Seoul |

| 22. September 1992 | Hongkong | 76 : 3 | Malaysia | Dongdaemun-Stadion, Seoul |
| 22. September 1992 |          |        |          | Dongdaemun-Stadion, Seoul |

| 22. September 1992 | Südkorea | 97 : 9 | Thailand | Dongdaemun-Stadion, Seoul |
| 22. September 1992 |          |        |          | Dongdaemun-Stadion, Seoul |

| 24. September 1992 | Hongkong | 20 : 13 | Südkorea | Dongdaemun-Stadion, Seoul |
| 24. September 1992 |          |         |          | Dongdaemun-Stadion, Seoul |

| 24. September 1992 | Thailand | 53 : 6 | Malaysia | Dongdaemun-Stadion, Seoul |
| 24. September 1992 |          |        |          | Dongdaemun-Stadion, Seoul |

## Platzierungsspiele

### Spiel um Platz 3
| 26. September 1992 | Südkorea | 59 : 17 | Taiwan | Dongdaemun-Stadion, Seoul |
| 26. September 1992 |          |         |        | Dongdaemun-Stadion, Seoul |

### Finale
| 26. September 1992 15:45 KST | Hongkong                 | 9 : 37         | Japan                                                                           | Dongdaemun-Stadion, Seoul Zuschauer: 15.000 Schiedsrichter: Dong Yu-ki (Südkorea) |
| 26. September 1992 15:45 KST | Straftritte: Spowart (3) | (6:15) Bericht | Versuche: Latu (3) Oto (2) Takahashi Erhöhungen: Owashi (2) Straftritte: Owashi | Dongdaemun-Stadion, Seoul Zuschauer: 15.000 Schiedsrichter: Dong Yu-ki (Südkorea) |